# سیارک ۱۱۰۱۷
سیارک ۱۱۰۱۷ (به انگلیسی: 11017 Billputnam، نامگذاری:1983BD) یازده هزار و هفدهمین سیارک کشف شده‌است که در ۱۶ ژانویه ۱۹۸۳ کشف شد.